# Cestrum lucidum
Cestrum lucidum är en potatisväxtart som beskrevs av Francey. Cestrum lucidum ingår i släktet Cestrum och familjen potatisväxter. Inga underarter finns listade i Catalogue of Life.